# Parti Kadere
Le Parti Kadere (en anglais : Kadere Party abrégé Kadere) est un parti politique salomonais. Il a tendance à être le parti le plus populaire auprès de l'industrie maritime et de l'exploitation forestière.
Le parti Kadere a fait partie de gouvernements de coalition.

## Résultats électoraux

### Élections législatives
| Année | Voix   | %    | Rang | Élus   |
| ----- | ------ | ---- | ---- | ------ |
| 2014  | 11 999 | 4,67 | 3e   | 1 / 50 |
| 2019  | 29 426 | 9,50 | 3e   | 8 / 50 |